# Філ Джонс
Фі́ліп Е́нтоні Джонс (англ. Philip Anthony Jones; нар. 21 лютого 1992, Престон, Англія) — англійський футболіст. Центральний захисник, який також міг зіграти на позиціях правого захисника і опорного півзахисника, найбільш відомий виступами за «Манчестер Юнайтед» і національної збірної Англії. По завершенні ігрової кар'єри став тренером.

## Клубна кар'єра
Вихованець футбольної школи клубу «Блекберн Роверз». Дорослу футбольну кар'єру розпочав 2009 року в основній команді того ж клубу, в якій провів два сезони, взявши участь у 35 матчах чемпіонату.

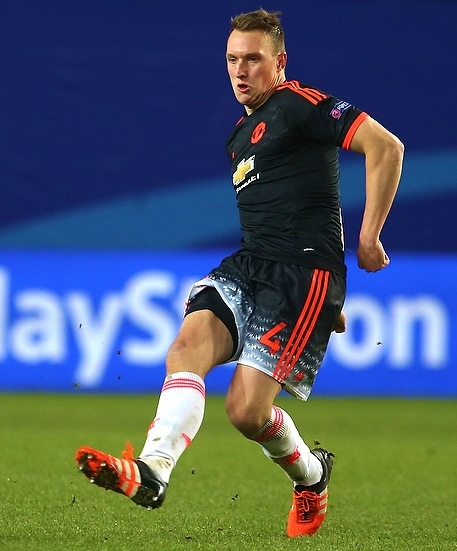
Філ Джонс під час виступів за «Манчестер Юнайтед». 2015 рік.

До складу клубу «Манчестер Юнайтед» приєднався 2011 року, того ж року виграв у складі команди цього клубу Суперкубок Англії. На початку сезону 2012/13 мав проблеми зі спиною, а також травму коліна, проте повернувшись на поле, провів за «манкуніанців» 17 матчів у Прем'єр-лізі, зробивши свій внесок у здобуття ними чемпіонського титулу того сезону. Згодом здобув у складі манчестерської команди ще низку національних кубкових трофеїв, а також титул переможця Ліги Європи УЄФА 2016/2017.
У своєму останньому сезоні 2021/22 Джонс провів 5 матчів. Влітку 2023 року, після закінчення контракту з клубом, Джонс став вільним агентом. Всього за «червоних дияволів» він відіграв 229 матчів, у яких забив шість голів та віддав вісім асистів. Після цього футболіст залишився у клубі, де став працювати тренером академії, а 2024 року офіційно оголосив про завершенні ігрової кар'єри у віці 32 років, зосередившись на тренерській діяльності.

## Виступи за збірні
2009 року дебютував у складі юнацької збірної Англії, взяв участь у 4 іграх на юнацькому рівні.
З 2010 року залучався до складу молодіжної збірної Англії. На молодіжному рівні зіграв у 9 офіційних матчах.
Восени 2011 року дебютував в офіційних матчах у складі національної збірної Англії. Наступного року був у заявці збірної на фінальну частину Євро-2012, проте на поле під час матчів цього турніру не виходив. За два роки, на чемпіонаті світу 2014 року, знову був у заявці англійців, провів одну гру групового етапу, в якій Англія неочікувано не змогла здолати збірну Коста-Рики (0:0).
У Євро-2016 участі не брав, а 16 травня 2018 року був включений до заявки національної команди на тогорічний чемпіонат світу. На турнірі зіграв два матчі, обидва проти Бельгії (на груповому етапі та в грі за третє місце), і обидва закінчилися поразкою англійців. Після «мундіалю» за збірну більше не грав. Всього на рахунку Джонса 27 матчів у складі збірної Англії, де він відзначився одним асистом.
| Дата       | Місто           | Господарі  | Результат | Гості      | Турнір                  | Голи | Примітки |
| ---------- | --------------- | ---------- | --------- | ---------- | ----------------------- | ---- | -------- |
| 07-10-2011 | Подгориця       | Чорногорія | 2 – 2     | Англія     | Відбір до ЧЄ 2012       | -    |          |
| 12-11-2011 | Лондон          | Англія     | 1 – 0     | Іспанія    | товариський матч        | -    | 57'      |
| 15-11-2011 | Лондон          | Англія     | 1 – 0     | Швеція     | товариський матч        | -    |          |
| 29-02-2012 | Лондон          | Англія     | 2 – 3     | Нідерланди | товариський матч        | -    | 64'      |
| 26-05-2012 | Осло            | Норвегія   | 0 – 1     | Англія     | товариський матч        | -    | 87'      |
| 29-05-2013 | Лондон          | Англія     | 1 – 1     | Ірландія   | товариський матч        | -    | 46'      |
| 02-06-2013 | Ріо-де-Жанейро  | Бразилія   | 2 – 2     | Англія     | товариський матч        | -    | 76'      |
| 14-08-2013 | Лондон          | Англія     | 3 – 2     | Шотландія  | товариський матч        | -    | 84'      |
| 15-11-2013 | Лондон          | Англія     | 0 – 2     | Чилі       | товариський матч        | -    | 57'      |
| 04-06-2014 | Маямі-Ґарденс   | Еквадор    | 2 – 2     | Англія     | товариський матч        | -    |          |
| 24-06-2014 | Белу-Оризонті   | Коста-Рика | 0 – 0     | Англія     | ЧС 2014 - груповий етап | -    |          |
| 03-09-2014 | Лондон          | Англія     | 1 – 0     | Норвегія   | товариський матч        | -    |          |
| 08-09-2014 | Базель          | Швейцарія  | 0 – 2     | Англія     | Відбір до ЧЄ 2016       | -    | 77'      |
| 27-03-2015 | Лондон          | Англія     | 4 – 0     | Литва      | Відбір до ЧЄ 2016       | -    |          |
| 31-03-2015 | Турин           | Італія     | 1 – 1     | Англія     | товариський матч        | -    | 70'      |
| 7-6-2015   | Дублін          | Ірландія   | 0 – 0     | Англія     | товариський матч        | -    |          |
| 14-6-2015  | Любляна         | Словенія   | 2 – 3     | Англія     | Відбір до ЧЄ 2016       | -    | 46'      |
| 12-10-2015 | Вільнюс         | Литва      | 0 – 3     | Англія     | Відбір до ЧЄ 2016       | -    |          |
| 13-11-2015 | Аліканте        | Іспанія    | 2 – 0     | Англія     | товариський матч        | -    |          |
| 17-11-2015 | Лондон          | Англія     | 2 – 0     | Франція    | товариський матч        | -    | 88'      |
| 13-6-2017  | Сен-Дені        | Франція    | 3 – 2     | Англія     | товариський матч        | -    | 82'      |
| 1-9-2017   | Та-Калі         | Мальта     | 0 – 4     | Англія     | Відбір до ЧС 2018       | -    |          |
| 4-9-2017   | Лондон          | Англія     | 2 – 1     | Словаччина | Відбір до ЧС 2018       | -    |          |
| 10-11-2017 | Лондон          | Англія     | 0 – 0     | Німеччина  | товариський матч        | -    |          |
| 7-6-2018   | Лідс            | Англія     | 2 – 0     | Коста-Рика | товариський матч        | -    |          |
| 28-6-2018  | Калінінград     | Англія     | 0 – 1     | Бельгія    | ЧС 2018 - груповий етап | -    |          |
| 14-7-2018  | Санкт-Петербург | Бельгія    | 2 – 0     | Англія     | ЧС 2018 - за 3-тє місце | -    |          |
| Усього     |                 | Матчів     | 27        |            | Голів                   | 0    |          |

## Досягнення
- Чемпіон Англії (1):

«Манчестер Юнайтед»: 2012-13
- Володар Кубка Англії (1):

«Манчестер Юнайтед»: 2015-16
- Володар Кубка Футбольної ліги (2):

«Манчестер Юнайтед»: 2016-17, 2022-23
- Володар Суперкубка Англії (3):

«Манчестер Юнайтед»: 2011, 2013, 2016
- Переможець Ліги Європи УЄФА (1):

«Манчестер Юнайтед»: 2016–17